# 푸르칸 아카르
푸르칸 아카르(튀르키예어: Furkan Akar, 2002년 3월 6일~)는 튀르키예의 쇼트트랙 선수이다. 2022년 동계 올림픽에 참가하여 튀르키예 선수로는 최초로 올림픽 쇼트트랙 종목에 참가했다. 2023년 유럽 선수권 대회 1000m 종목에서 동메달을 획득하면서 튀르키예 쇼트트랙 선수로는 최초로 메이저 국제 대회 메달을 획득했다.